# Bredsäters socken
Bredsäters socken i Västergötland ingick i Kinne härad, ingår sedan 1971 i Mariestads kommun och motsvarar från 2016 Bredsäters distrikt.
Socknens areal är 24,10 kvadratkilometer land. År 2000 fanns här 139 invånare. Sockenkyrkan Bredsäters kyrka ligger i socknen.

## Administrativ historik
Socknen har medeltida ursprung. 
Vid kommunreformen 1862 övergick socknens ansvar för de kyrkliga frågorna till Bredsäters församling och för de borgerliga frågorna bildades Bredsäters landskommun. Landskommunen uppgick 1952 i Lugnås landskommun som 1971 uppgick i Mariestads kommun. Församlingen uppgick 2006 i Lugnås församling.
1 januari 2016 inrättades distriktet Bredsäter, med samma omfattning som församlingen hade 1999/2000.  
Socknen har tillhört län, fögderier, tingslag och domsagor enligt vad som beskrivs i artikeln Kinne härad. De indelta soldaterna tillhörde Skaraborgs regemente, Höjentorps kompani och Västgöta regemente, Vadsbo kompani.

## Geografi
Bredsäters socken ligger öster om Kinnekulle och väster om Mariestad. Socknen är en slättbygd med odlingsbygd i nordost och skog i övrigt.

## Fornlämningar
Från bronsåldern finns gravrösen och skålgropsförekomster. Från järnåldern finns en fornborg.

## Namnet
Namnet skrevs 1312 Bredhäsäeter och kommer från kyrkbyn. Namnet innehåller bred och säter, 'utmarksäng'.